# Districts du Sri Lanka

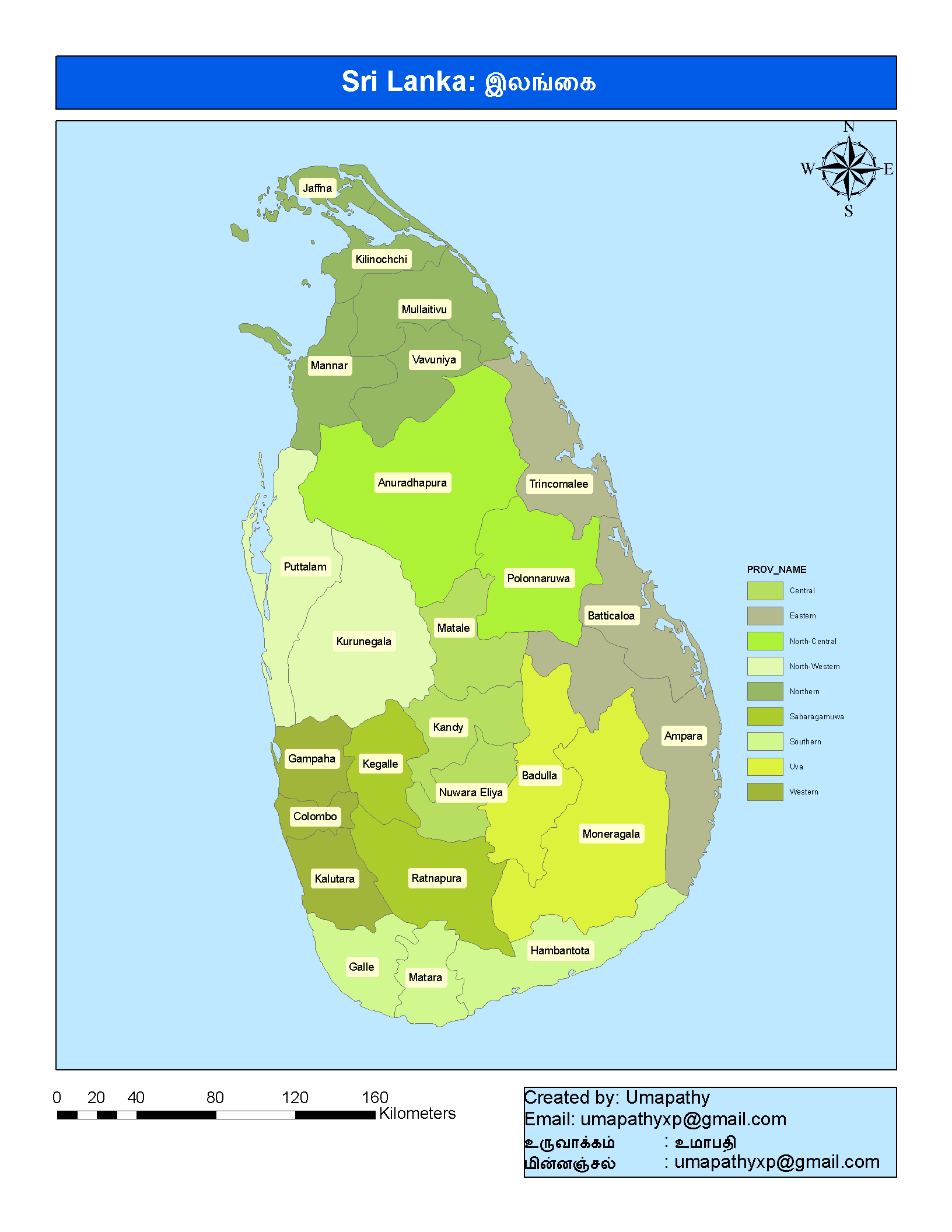
Districts du Sri Lanka.

Au Sri Lanka, les districts (singhalais : දිස්ත්‍රි‌ක්‌ක, tamoul : மாவட்ட) sont les divisions administratives de second niveau. Il existe actuellement 25 districts, inclus dans 9 provinces, divisions administratives de premier niveau.

## Administration
Chaque district est administré par un Secrétaire du District (communément appelés GA) qui est nommé par le gouvernement central.
Les principales tâches du Secrétariat du District impliquent de coordonner les communications et les activités du gouvernement central et les secrétariats de division.
Le Secrétariat du District est également responsable de la mise en œuvre et le suivi des projets de développement au niveau du district et de l'aide aux subdivisions de niveau inférieur dans leurs activités, ainsi que la perception des recettes et la coordination des élections dans la circonscription.

## Subdivisions
Un district est divisé en un certain nombre d'entités nommées Secrétariats de Division (DS). Il y a 331 Secrétariats de division (DS) dans le pays.
Les Secrétariats de Division (DS) sont à leur tour subdivisés en divisions Grama Niladari (communément appelés divisions GN). Il y a 14 022 divisions Grama Niladari (GN) dans le pays.
Dans certains districts, il existe aussi des administrations spéciales : 24 Conseils municipaux qui président les plus grandes villes, et 41 Conseils urbains.

## Listes des districts
Province du Centre
- Kandy
- Matale
- Nuwara Eliya

Province de l'Est
- Ampara
- Batticaloa
- Trincomalee

Province du Centre-Nord
- Anuradhapura
- Polonnaruwa

Province du Nord
- Jaffna
- Kilinochchi
- Mannar
- Mullaitivu
- Vavuniya

Province du Nord-Ouest
- Kurunegala
- Puttalam

Province de Sabaragamuwa
- Kegalle
- Ratnapura

Province du Sud
- Galle
- Hambantota
- Matara

Province d'Uva
- Badulla
- Moneragala

Province de l'Ouest
- Colombo
- Gampaha
- Kalutara